# Jastrzębniki (województwo świętokrzyskie)
Jastrzębniki – wieś w Polsce, położona w województwie świętokrzyskim, w powiecie pińczowskim, w gminie Działoszyce.
W latach 1975–1998 miejscowość administracyjnie należała do województwa kieleckiego.

## Części wsi
| SIMC    | Nazwa          | Rodzaj    |
| ------- | -------------- | --------- |
| 0237340 | Cyganów        | część wsi |
| 0237357 | Pod Ksawerowem | część wsi |

## Historia wsi
W XVIII w. dziedzicami wsi byli Ludwika ze Stradomskich i Jakub Trembecki herbu Prus, tu 8 maja 1739 r. urodził się ich syn Stanisław Trembecki, polski poeta okresu oświecenia, sekretarz królewski, dramatopisarz, tłumacz i historyk. W 1761 r. małżeństwo Trembeckich  na zakończenie uroczystych Missji OO. Reformatów w Działoszycach 
sfinansowało uroczystość pochowania kości na przykościelnym cmentarzu.
Miejscowość znana w wieku XIX jako Jastrzębniki – wieś w powiecie pińczowskim, gmina Drożejowice, parafii Działoszyce. Od Pińczowa wiorst 20, od Dzialoszyc wiorst 3.
Według spisu z 1827 roku było tu 15 domów i 64 mieszkańców. Folwark Jastrzębniki (z wsią, tej nazwy) posiadał rozległość gruntu  mórg 365, w tym grunta orne i ogrody mórg 287, łąki mórg 23, lasu mórg 42, nieużytki i place mórg 14. Budynków murowanych było 3, drewnianych 6.
Wieś Jastrzębniki natomiast, posiadała osad 13, z gruntem mórg 99.

## Urodzeni w Jastrzębnikach
8 maja 1739 urodził się tu Stanisław Trembecki polski poeta okresu oświecenia, w obrębie klasycyzmu jako prądu literackiego, sekretarz królewski, dramatopisarz, tłumacz i historyk.